# Doradca wojskowy
Doradca wojskowy:

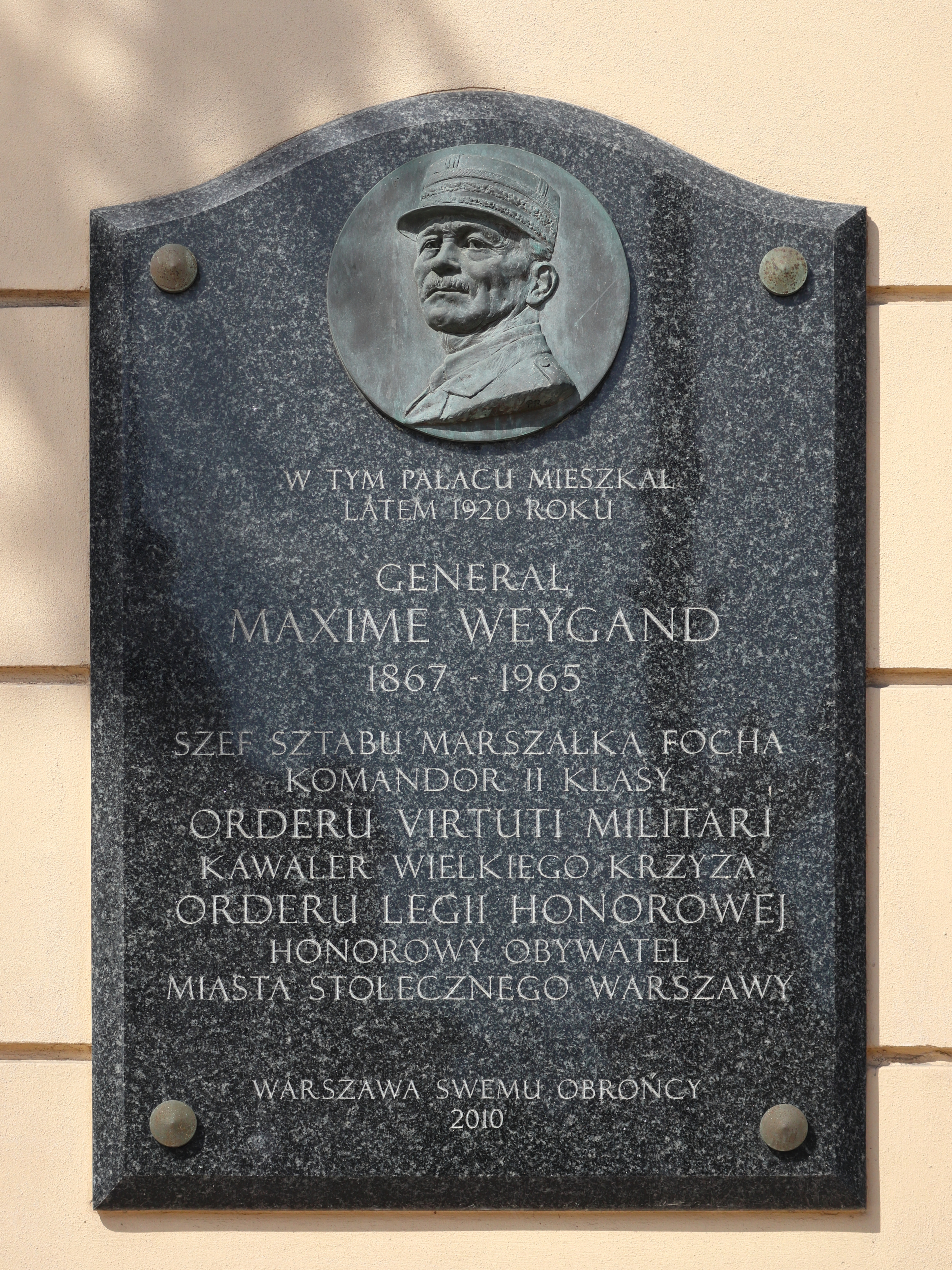
Tablica upamiętniająca pobyt w Polsce francuskiego doradcy wojskowego, gen. Maxime’a Weyganda

- specjalista wojskowy (zwykle oficer) czasowo delegowany przez najwyższe kierownictwo wojskowe (państwowe) do zaprzyjaźnionego lub sojuszniczego państwa na jego prośbę. Zadaniem doradcy wojskowego jest udzielanie pomocy przy opanowywaniu nowego uzbrojenia, ogólnej reorganizacji, jak również modernizacji sił zbrojnych, unowocześnianiu szkolenia wojsk oraz prowadzeniu działań bojowych. W sytuacji delegowania do armii wielu doradców wojskowych, jednego spośród nich wyznacza się na głównego doradcę;
- osoba spośród najwyższego kierownictwa (dowódców) sił zbrojnych sprawująca w niektórych armiach m.in. funkcje doradcy wojskowego, zwierzchnika państwa lub ministra obrony;
- osoba, która występuje często w różnych resortach i organach administracji państwowej, zajmująca się sprawami nierozerwalnie związanymi z zaspokojeniem potrzeb sił zbrojnych, a także sprawami z zakresu obronności państwa.